# ترویچیسه
ترویچیسه (به لاتین: Trójczyce) یک روستا در لهستان است که در Gmina Orły واقع شده‌است.